# Musik am Bau
Musik am Bau ist ein US-amerikanischer Zeichentrick-Kurzfilm von Friz Freleng aus dem Jahr 1941.

## Handlung
Die Baustelle eines Hochhauses: Der Bauleiter, ein Löwe mit langer Mähne, betritt unter Jubel des Publikums die Baustelle und entrollt den Bauplan. Er klopft kurz mit einem Lineal an den Bauplanhalter, Ruhe tritt ein und er beginnt zu klassischer Musik das Baugeschehen zu dirigieren. Im Takt wird nun gehämmert, gebohrt und Zement gegossen.
Auf Part 1, den ersten Stock, folgt Part 2, der zweite Stock. Ein Hund wartet unterdessen vergeblich auf einen Aufzug, der ihn in die höheren Etagen bringen soll. Rasant wächst das Hochhaus an, wird sogar um Ecken gebaut und pünktlich zum Feierabend 17 Uhr fertiggestellt. Auf die Hochhausspitze steckt ein Arbeiter schließlich eine Fahne, auf der Umpire State geschrieben steht. Der Bauleiter ist zufrieden. Der Hund, der nicht mit dem Aufzug fahren konnte, kommt aus dem Gebäude und schließt die Hochhaustür. Das gesamte Hochhaus fällt in sich zusammen.

## Produktion
Musik am Bau kam am 6. Dezember 1941 als Teil der Trickfilmserie Merrie Melodies in die Kinos. Der Bauleiter des Films dirigiert das gesamte Baugeschehen zur Ungarischen Rhapsodie Nr. 2 von Franz Liszt.

## Auszeichnungen
Musik am Bau wurde 1942 für einen Oscar in der Kategorie „Bester animierter Kurzfilm“ nominiert, konnte sich jedoch nicht gegen Der herzlose Retter durchsetzen.